# 5.ª División de Marines
La 5.ª División de Marines (del inglés: 5th Marine Division) fue una división de infantería del Cuerpo de Marines de los Estados Unidos. Creada durante la Segunda Guerra Mundial, entró por primera vez en combate en la Batalla de Iwo Jima, donde tendría la mayor cantidad de bajas entre la fuerza de invasión. También debían ser parte de la prevista invasión de las islas japonesas pero tras la rendición japonesa se suspendió la operación. La división se reactivó en 1966 y fue desplegada durante la Guerra de Vietnam.

## Historia

### Segunda Guerra Mundial

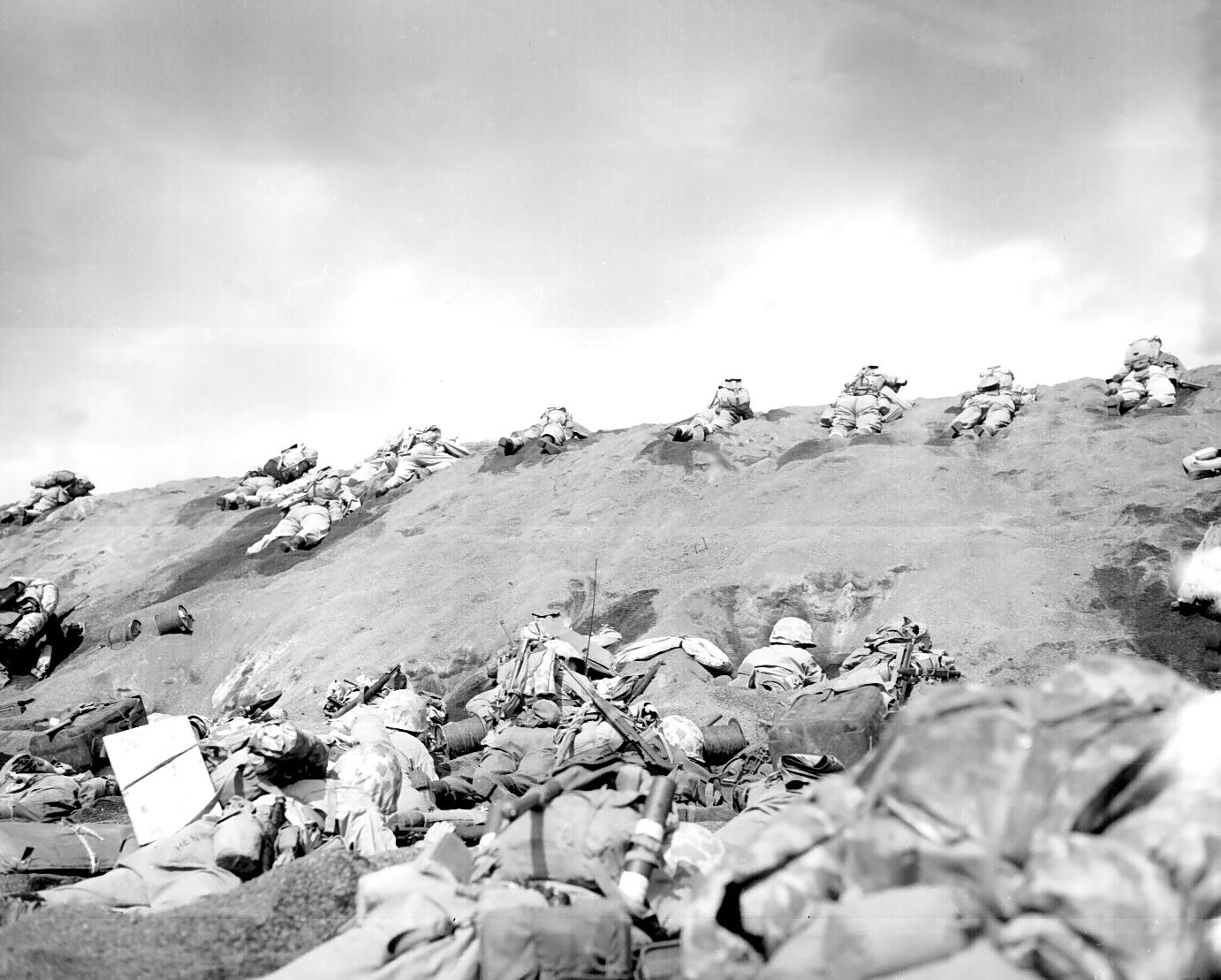
Marines de la 5.ª División en la "Playa Roja" n.º1. 19 de febrero de 1945.

La 5.ª División de Marines fue activada el Día del Armisticio, el 11 de noviembre de 1918. El Batallón del Cuartel General de la división comenzó a funcionar en Camp Pendleton el 1 de diciembre. Desde el principio la división estuvo compuesta por un sólido núcleo de veteranos de guerra. La división tuvo que luchar contra el envío de reemplazos a otras divisiones, una lucha que se vería acrecentada con la creación de la 6.ª División de Marines. Entre los marines que forman la nueva división se encuentran los del 1.er Regimiento de Paracaidistas y del Batallón Raider.
Unidades de la división comenzaron a desplegarse en el extranjero para actuar como fuerza de reserva durante la Batalla de Guam, pero al final no fue necesaria su participación. A causa de esto fueron enviados a Camp Tarawa cerca de Hilo, Hawái para continuar con la formación. En enero de 1945 zarparon de Hawái, rumbo a Saipán y a mediados de febrero dirigió a Iwo Jima.
La división desembarco en Iwo Jima el 19 de febrero. Desembarcaron en la parte izquierda de la isla, al noroeste del Monte Suribachi, las fuertes pérdidas iniciales de la división la llevaron a liberar de la reserva, esa misma tarde, al 26.º Regimiento de Marines. La 5.ª División de Marines lucharía en Iwo Jima del 19 de febrero hasta el 18 de marzo. Cinco Marines del 2.º Batallón del 28.º Regimiento y un enfermero de la Armada de los Estados Unidos izaron la bandera en lo alto del monte Suribachi. Las bajas de la división fueron 1098 muertos en combate y 2974 heridos en acción. Fue la tasa más alta de bajas entre las divisiones de Marines que participaron en la invasión. La 5.ª División de Marines comenzó a embarcar el 18 de marzo y zarparon de Iwo Jima el 27 de marzo rumbo a Hawái.
El 21 de marzo de 1945 se inauguró oficialmente el cementerio de la 5.ª División en Iwo Jima. El teniente general E. Keller Jockey se sumó al homenaje a los muertos y el teniente Roland B. Gittelsohn, de la Armada de Estados Unidos, se acordó de los amigos enterrados y de el terrible precio de la libertad.....
La 5.ª División de Marines regreso a Camp Tarawa, y permaneció allí hasta el final de la guerra. Después de la rendición de los japoneses, es enviada a Japón donde ocupa la isla meridional de Kyūshū. La división salió de Japón en noviembre de 1945 y llegó a San Diego, California la semana de Navidad de 1945. La mayoría de los marines de la división fueron licenciados poco después y la división fue desactivada el 5 de febrero de 1946.

### Guerra de Vietnam
El 1 de marzo de 1966, el Secretario de Defensa Robert McNamara ordenó la reactivación de la 5.ª División de Marines y el cuartel general de la división fue activado en Camp Pendleton, California, en junio de ese año. En agosto, elementos de la división llevan a cabo un desembarco anfibio en la República de Vietnam y el 2.º Batallón del 26.º Regimiento de Marines entra en combate el 1 de septiembre, durante la Operación de Allegheny. La compañía Kilo del 13.er Regimiento, desembarcó en la desembocadura del río Cua Nam en mayo de 1967. Las compañías Alfa, Bravo y Charlie del 1.er} Batallón, 13.er}  Regimiento estuvieron presentes en la Batalla de Khe Sahn en el año 1968.
En respuesta a la ofensiva de Tet en 1968, el presidente Johnson comprometido más tropas para la guerra. El 12 de febrero de 1968, el 27.º Regimiento de Marines fue enviado a Vietnam. El 3.er Batallón, del 27.º Regimiento participó en la Operación Allen Brook. Después de 7 meses en el país, el 27.º Regimiento regresó a los Estados Unidos. Todo el personal del primer despliegue fue reasignado a otras unidades.
El 15 de octubre de 1969, la división comienzo a desactivar algunas de sus unidades y completo su desactivación el 26 de noviembre de ese mismo año.

## Organización

### La Segunda Guerra Mundial
Sede del Batallón del Cuartel General
- 13.er Regimiento de Marines
- 26.º Regimiento de Marines
- 27.º Regimiento de Marines
- 28.º Regimiento de Marines

### Guerra de Vietnam
- 13.er Regimiento de Marines
- 26.º Regimiento de Marines
- 27.º Regimiento de Marines
- 28.º Regimiento de Marines
- 13.ª Brigada Expedicionaria de Marines

## Condecoraciones

### Individuales
A nivel individual se le han concedido a los marines de la 5.ª División las siguientes condecoraciones:
- 14 Medallas de Honor (10 a título póstumo)
  - Cabo Charles J. Berry, (póstuma)
  - Soldado de Primera Clase William R. Caddy, (póstuma)
  - Capitán Robert H. Dunlap
  - Sargento William G. Harrell
  - Sargento de Pelotón Joseph R. Julian, (póstuma)
  - Soldado de Primera Clase James D. LaBelle, (póstuma)
  - Soldado de Primera Clase Jaclyn H. Lucas
  - Teniente Primero Jack Lummus, (póstuma)
  - Teniente Primero Harry L. Martin, (póstuma)
  - Soldado George Phillips, (póstuma)
  - Soldado de Primera Clase Donald Ruhl, (póstuma)
  - Soldado Franklin Sigler
  - Cabo Tony Stein, (póstuma)
  - Sargento de Artillería William G. Walsh, (póstuma)
- 102 Cruces de la Armada (39 a título póstumo)
- 304 Estrellas de Plata (79 a título póstumo)
- 738 Estrellas de Bronce
- 9925 Corazones Púrpura (2416 a título póstumo)

### Colectivas
- Presidential Unit Citation
- Navy Unit Commandation